# Pottia longirostris
Pottia longirostris là một loài rêu trong họ Pottiaceae. Loài này được Hampe ex Müll. Hal. mô tả khoa học đầu tiên năm 1849.